# Monte Wakefield
El Monte Wakefield es una montaña situada en el Parque nacional Aoraki / Monte Cook, en la Isla Sur de Nueva Zelanda. Tiene una altitud de 2058 metros.
La montaña recibe su nombre en honor a Edward Gibbon Wakefield.
Los maoríes llamaban a las laderas y depósitos de escombros de la montaña Kirikiri katata; *kirikiri* significa piedras o grava; *katata* significa "abierto" o "rajado".

## Sociedad Aetherius
La secta Sociedad Aetherius considera al monte Wakefield como una de sus 19 montañas sagradas.
Según esta sociedad, el monte Wakefield fue «cargado con poderes espirituales majestuosos» por el «Maestro Jesús» (Jesucristo), un «Maestro Cósmico» proveniente del planeta Venus. En la víspera de Navidad de 1960, George King (el líder de la secta) escaló la montaña para actuar como «conducto de energía» entre el Maestro Jesús y el monte Wakefield.